# Dune (phim 1984)
Dune là một bộ phim space opera sử thi của Mỹ năm 1984 do David Lynch viết kịch bản và đạo diễn, dựa trên tiểu thuyết Dune của Frank Herbert năm 1965. Phim được quay tại Churubusco Studios ở thành phố Mexico. Dàn diễn viên chính bao gồm Kyle MacLachlan, Patrick Stewart, Brad Dourif, Dean Stockwell, Virginia Madsen, José Ferrer, Sting, Linda Hunt và Max von Sydow.